# Extremoz (ort)
Extremoz är en ort i Brasilien.   Den ligger i kommunen Extremoz och delstaten Rio Grande do Norte, i den östra delen av landet, 1 800 km nordost om huvudstaden Brasília. Extremoz ligger 48 meter över havet och antalet invånare är 17 991.
Terrängen runt Extremoz är platt. Runt Extremoz är det mycket tätbefolkat, med 4 343 invånare per kvadratkilometer.. Närmaste större samhälle är Natal, 14,7 km sydost om Extremoz.
Runt Extremoz är det i huvudsak tätbebyggt.